# Държавен съвет на Китайската народна република
Държавният съвет на Китайската народна република (на традиционен китайски: 國務院, на опростен китайски: 国务院, на пинин: Guówùyuàn), синонимно официално на Централно народно правителство, наричан също Централно правителство на Китайската народна република, е висшият държавен орган (правителството) на изпълнителната власт в страната.
Провежда прилагането на държавната политика и решенията, приети от Общокитайското събрание на народните представители (парламента). Според Конституцията на КНР Държавният съвет носи политическа отговорност пред Общокитайското събрание.
Китайското правителство има пълномощия да определя административни мероприятия, да формулира административно-правни актове, да издава постановления и разпореждания.

## Състав
Държавният съвет на КНР се оглавява от премиера на КНР, който се подпомага от вицепремиери на КНР, секретариат на ДС и други помощни органи.
В състава на Държавния съвет влизат:
- премиер на ДС,
- 4 вицепремиери на ДС,
- 5 членове (държавни съветници) на ДС,
- началник на секретариата,
- ръководители на министерства и ведомства,
- председатели на държавни комитети,
- председател на Народната банка на Китай,
- началник на Държавното ревизионно управление.

От 2003 година начело на Държавния съвет на КНР е Уън Дзябао. На 17 март 2008 година на 7-о заседание 1-ва сесия на 11-о общокитайско събрание за вицепремиери са утвърдени Ли Къцян, Хуей Ляню, Джан Дъдзян и Уан Цишан. За членове на ДС са избрани Лю Яндун, Лян Гуанле, Ма Кай, Мън Дзянджу и Дай Бинго, а Ма Кай – за отговорен секретар на ДС.